# Lamberta
Lamberta – żeński odpowiednik imienia Lambert.
Lamberta imieniny obchodzi: 14 kwietnia, 26 maja, 22 czerwca, 22 sierpnia i 17 września.